# César Bandeira
Carlos César Branco Bandeira (Vitorino Freire, 2 de maio de 1946), mais conhecido como César Bandeira, é um político e empresário brasileiro.

## Biografia
César Bandeira concluiu os estudos colegiais e na universidade, formando-se engenheiro civil, antes de lançar carreira política, iniciamente na cidade de Vitorino Freire.
É proprietário da Rádio e TV Água Branca, com repetidoras mistas de TVs no interior do Maranhão, retransmitindo a programação da Rede Bandeirantes. Durante os anos 90, tornou-se líder governista da então governadora Roseana Sarney e o sucessor José Reinaldo Tavares, de 1995 até 2004, quando o governador rompeu com a Família Sarney. Se reelegeu deputado federal e estadual por diversas vezes.
Em 2006, teve seu nome envolvido na compra e venda irregular das ambulâncias, tornando o caso conhecido como Escândalo dos Sanguessugas. O deputado federal reeleito em 2002, sempre negou as acusações.
Decidiu candidatar-se a reeleição, mas perdeu naquele ano, encerrando o mandato em 1º de fevereiro de 2007. Não se candidatou mais em eleições recentes, decidindo em atuar nos negócios familiares em Vitorino Freire.